# Lowry-Krieg

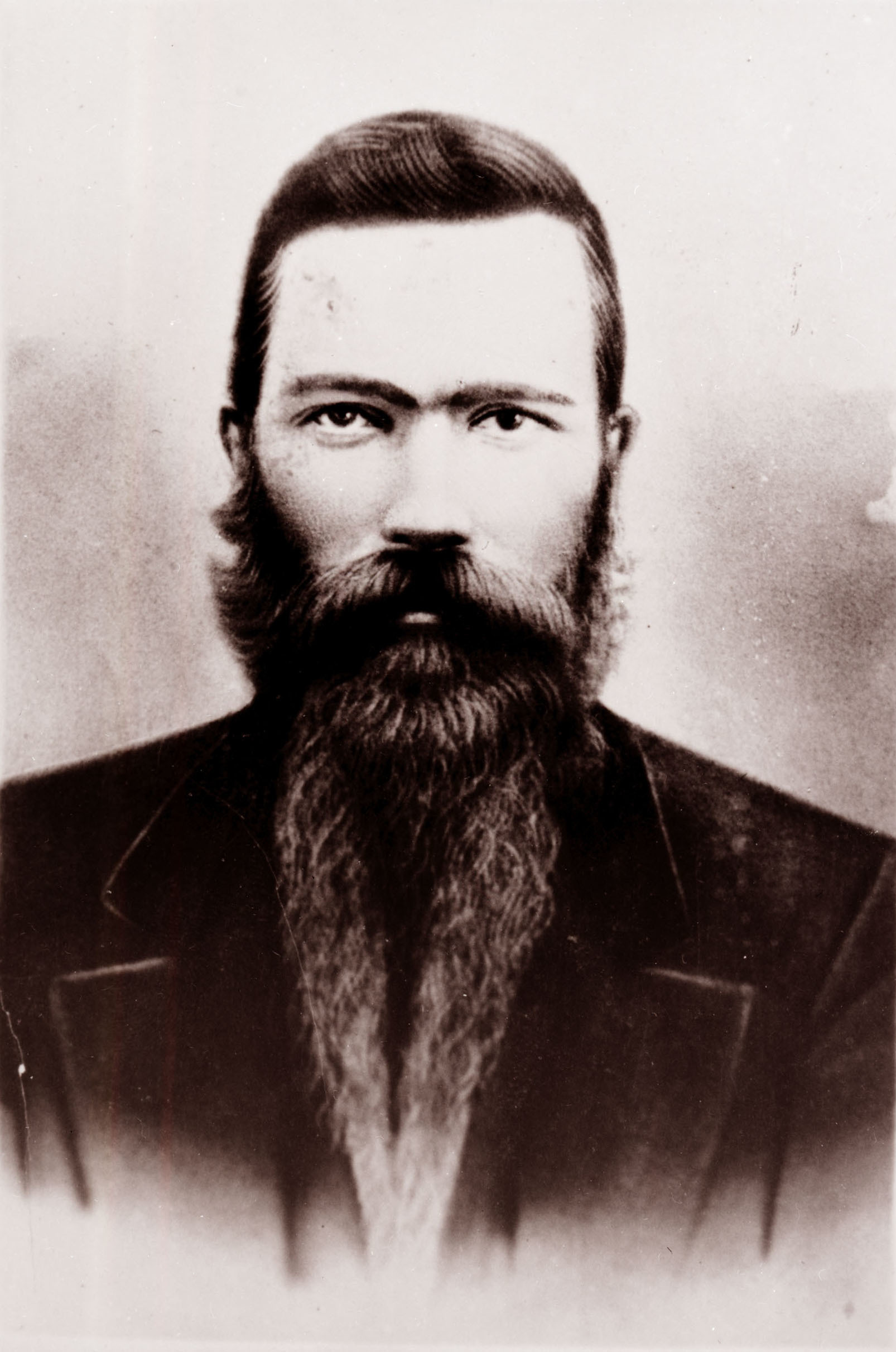
Henry Berry Lowry, Anführer der Swamp Bandits und zentrale Figur des Lowry-Krieges

Der Lowry-Krieg oder Lowrie-Krieg (engl.: Lowry War oder Lowrie War) wird als einer der umstrittensten Abschnitte der Geschichte des Bundesstaates North Carolinas im Südosten der Vereinigten Staaten betrachtet. Der nach heutigen Maßstäben eher als Rebellion betrachtete Krieg wurde auf Seiten der Aufständischen angeführt von Henry Berry Lowry, einem 17-jährigen amerikanischen Ureinwohner aus dem Stamm der Lumbee. Dieser führte eine Gruppe Indianer und Afroamerikaner aus North Carolina ab 1864 in einen bis 1874 andauernden Krieg gegen die weiße Oberschicht der Südstaaten. Ausgelöst wurde diese Rebellion durch persönliche, wirtschaftliche und soziale Motive der Beteiligten. Neben der Ermordung Allen und William Lowrys durch die konföderierte Bürgerwehr waren diese Gründe unter anderem die Diskriminierung und Unterdrückung durch die weiße Bevölkerung und die schlechte Versorgungslage der gesellschaftlich benachteiligten Schichten während der letzten Jahre des Sezessionskrieges.
Während dieser Zeit entwickelten sich Lowry, seine als „Swamp Bandits“ bezeichneten Gefolgsleute und seine Frau, Rhoda Strong, in den Augen der armen Bevölkerung des Robeson County zu Helden im Stile Robin Hoods. Der Lowry-Krieg spielt für das erstarkende Selbstbewusstsein der indianischen und afroamerikanischen Bevölkerungsteile North Carolinas im 19. und 20. Jahrhundert eine zentrale Rolle, insbesondere für die Angehörigen der Lumbee und Melungeon. Lowrys Verhalten während des Krieges und sein spurloses Verschwinden im Jahre 1872 führten zur Legendenbildung, in dessen Rahmen Lowrys positiver Einsatz für die Benachteiligten zunehmend stilisiert wurde und die durch ihn ausgelöste Gewalt und Blutvergießen zurücktreten ließ. Während die wohlhabende weiße Oberschicht in der Vergangenheit die Verklärung seiner Straftaten missbilligte und ihn als gewöhnlichen Kriminellen ansah, verehrt die Bevölkerung der ländlichen Gebiete North Carolinas die Beteiligten, allen voran Henry Berry Lowry, bis heute als eine Art Volkshelden.

## Vorgeschichte
Im Jahre 1835 verabschiedete die Generalversammlung North Carolinas ein Gesetz, das allen „Nicht-Weißen“ neben dem Entzug des Wahlrechts auch den Besitz und das Tragen einer Waffe untersagte. Im Robeson County wurde dieses Gesetz mehrfach durch Petitionen und richterliche Entscheidungen in den Jahren zwischen 1835 und 1852 gestärkt. Für die freien Afroamerikaner und Indianer, die zeitgenössisch auch zu den „Farbigen“ gezählt wurden, hatte das gravierende Folgen, da sie ohne Waffen weder sich selbst verteidigen noch auf die Jagd gehen konnten. In der Folgezeit nutzten weiße Siedler diese Tatsache und begannen, Zwischenfälle, die sogenannten „Tied-Mules-Incidents“ (engl. für Zwischenfälle mit angebundenen Maultieren), zu inszenieren. Dabei ließen die weißen Farmer ihre Tiere auf dem Land der Indianer weiden und beschuldigten diese anschließend, die Tiere gestohlen zu haben. Als Wiedergutmachung und für die Rücknahme der Anzeige forderten die Weißen Land oder Frondienste von den indianischen Landbesitzern.
Zwei Jahrzehnte später, im Jahre 1860, blickte North Carolina auf eine lange Tradition der Sklavenhaltung zurück, etwa ein Drittel der Bevölkerung waren Sklaven afrikanischer Abstammung, ein geringerer Anteil als in den meisten anderen Staaten der Konföderation. Darüber hinaus gab es einen bemerkenswerten Anteil freier Afroamerikaner in der Bevölkerung, etwa 30.000 Menschen, meist Nachfahren der im 18. Jahrhundert aus Virginia eingewanderten Siedler. Trotz der anfänglichen Haltung, sich nicht am Sezessionskrieg zu beteiligen, schloss sich der Bundesstaat nach dem Aufruf Abraham Lincolns, im Schwesterstaat South Carolina einzumarschieren, im Jahre 1861 den konföderierten Staaten an. Daraufhin wurden Soldaten ausgehoben und mit dem Ausbau der militärischen Anlagen begonnen. Im Verlauf des amerikanischen Bürgerkrieges wurden in North Carolina 125.000 Soldaten rekrutiert.
Viele Angehörige des Stammes der Cherokee im Westen North Carolinas unterstützten die Konföderation und vor allem die Legion Thomas, das 69. North Carolina Regiment. Diese Einheit der Konföderierten unter der Führung des Cherokee Colonel William Holland Thomas hatte zwei Kompanien bestehend aus Cherokee-Indianern. Die nicht freiwillig am Krieg teilnehmenden freien Afroamerikanern wurden zur Arbeit an wehrtechnischen Anlagen, beispielsweise der konföderierten Befestigung Fort Fisher nahe Wilmington gezwungen. Dieser Anteil der Bevölkerung, zu denen auch Teile der Lumbee und die Familie Lowry gehörte, wurde entweder als Gefahr oder als potenzielle Zwangsarbeiter für die konföderierten Militärprojekte betrachtet. Viele von ihnen flüchteten, versteckten sich in dem Sümpfen und schlossen sich zu Widerstandsgruppen zusammen, um einer Zwangsrekrutierung durch die Konföderierten zu entgehen.
Diese beiden Faktoren, zum einen die drohende Gefahr der Zwangsrekrutierung wie auch die massive Einschränkung der Jagd durch das Verbot von Waffen, führten zu einer Verknappung der Lebensmittel. Die afroamerikanische und indianische Bevölkerung in Robeson County empfand die materielle Benachteiligung und die Verfolgung der armen Bevölkerungsschicht zunehmend als ungerecht, und ihr Unmut gegenüber der wohlhabenden, weißen Schicht stieg an. Die überwiegend weiße Bürgerwehr unterstützte die Konföderation in ihren Bemühungen und bei den Rekrutierungen und versuchte, die öffentliche Ordnung aufrechtzuerhalten, während die Soldaten an der Front kämpften.

### Die Lowry-Familie
Henry Berry Lowry, die zentrale Figur des Lowry-Krieges, war eines von zwölf Kindern der Familie Allen und Mary Lowry, einer angesehenen indianischen Familie. Sie lebten in dem als „The Settlement“ oder „Scuffletown“ bezeichneten angestammten Gebiet der Lumbee in der Umgebung von Pembroke im Robeson County. Die Familie besaß in der Nähe von Hopewell eine Farm von über 800 Hektar, die der Familie zu einigem Wohlstand und Einfluss innerhalb der indianischen Gemeinde verhalf.

Lage Robeson Countys in North Carolina, Wohnort der Lowrys und Schauplatz des Lowry-Krieges

Die Abstammung der Familie ist nach historischen Quellen unklar, die Lowrys werden im Allgemeinen als Lumbee bezeichnet, in anderen Aufzeichnungen als Tuscarora oder Tuscarora-Mischlinge. Henry Berrys Großmutter gehörte zu diesem Stamm. Gelegentlich wird Henry Berry auch als „North Carolina Modoc“ oder „Robeson County Apache“ beschrieben. Nach heutiger Betrachtung gehörten die Lowrys zu den Lumbees, einem Stamm, der sich aus den Nachkommen verschiedener indianischer Stämme, darunter auch den Tuscarora, freien Afroamerikanern und Weißen zusammensetzte. Sie verstanden und verstehen sich selbst als amerikanische Ureinwohner und trotz der zeitgenössischen Zuordnung nicht als „freie Farbige“. Sie kämpften im 19. Jahrhundert um ihre Anerkennung sowohl als Stamm wie auch um den Erhalt ihrer Stammesgebiete. Es ist anzunehmen, dass sich die Lowrys selbst ebenfalls ausschließlich als Indianer verstanden, unabhängig von der genauen Zuordnung zu einem bestimmten Stamm.
Die Männer der Familie Lowry und ihre Verwandten nahmen nicht am Krieg teil, einige von ihnen lebten zeitweilig in den Sümpfen, um der Zwangsarbeit im Fort Fischer zu entgehen. Der Vater Allen stand, wie weite Teile der in Robeson County von Zwangsarbeit und Militärdienst bedrohten indianischen Bevölkerung, der Konföderation kritisch gegenüber. Diese Haltung teilten seine Söhne ebenso wie die verwandten Cousins und Onkel, zwischen denen anscheinend eine enge Beziehung bestand.

## Auslösende Ereignisse

### Eskalation und erste Morde
Im Dezember 1864 eskalierte die Unzufriedenheit, und vier der Söhne der Lowrys schlossen sich einer Bande an, möglicherweise angeführt von William Lowry. Sie versteckten sich in den Sümpfen, um der Zwangsrekrutierung zu entgehen, und begannen damit, Schweine und Nahrungsmittel von den wohlhabenden Weißen in der Gegend zu stehlen. Einer der Bestohlenen war der Farmer und Sklavenhalter James P. Barnes, dem zwei Schweine entwendet wurden. Er wurde am 21. Dezember 1864 von der Bande erschossen. In der Folge wurde Jarmen, einer der Cousins der Lowry-Söhne von dem Anführer der Bürgerwehr James Brantley „Brant“ Harris getötet. Harris soll eine Vorliebe für indianische Frauen gehabt haben und sich diese auch mit Gewalt und gegen den Willen der Ehemänner oder Verwandten genommen haben und deswegen von einem der Lowrys gewarnt worden sein. Zwei weitere Cousins wurden von Harris ermordet, als sie zur Beerdigung Jarmens in Robeson County eintrafen. Im Gegenzug erschossen die Mitglieder der Bande, darunter wahrscheinlich auch Henry Berry Lowrie, am 15. Januar 1865 Harris und plünderten das County House. Dabei entwendeten sie Waffen und Munition, wurden jedoch zunächst nicht gefasst.

### Verhaftung und Hinrichtung Allen und William Lowrys
Die Bürgerwehr nahm Allen Lowry und seinen Sohn William im Januar 1865 unter einem Vorwand fest. Die Gründe, die für die Festnahme angegeben werden, unterscheiden sich je nach Quelle: In der mündlich überlieferten Geschichte der Lumbee, die Karin I. Blu in „The Lumbee Problem: The Making of an American Indian People“ aufgezeichnet hat, wird erzählt, dass die beiden gefangen genommenen Lowrys Opfer eines „Tied-Mule-Incidents“ wurden. Der Nachbar der Lowrys, Bob McKenzie, soll Geschirre und Fleisch auf dem Gebiet der indianischen Nachbarn versteckt und diese anschließend bei der Bürgerwehr angezeigt haben, um in den Besitz ihres Landes zu kommen. Bei einer Durchsuchung wurden die „gestohlenen“ Waren entdeckt und die Männer verhaftet. Anderen Quellen zufolge wurde die Familie von einem konföderierten Offizier beschuldigt, Schweine und Fleisch aus den Räuchereien gestohlen zu haben sowie Gewehre zu besitzen. Nachdem diese bei einer Durchsuchung von der Bürgerwehr gefunden wurden, erfolgte die Festnahme von Allen und William Lowry sowie Allens Frau und weiteren drei Kindern.
William T. Shermans Armee war nur noch ein paar Kilometer von Robeson entfernt, als die Bürgerwehr Henry Lowrys Vater Allen und seinen Bruder William verschiedener Verbrechen beschuldigte. Obwohl William an den vorangegangenen Auseinandersetzungen und Morden beteiligt war, ist eine Beteiligung Allen Lowrys an der Bande oder anderen Verbrechen unwahrscheinlich. Nach einer hastig einberufenen, improvisierten und illegalen Verhandlung wurden sie schuldig gesprochen. Am 31. März 1865 wurden Allen und William Lowry auf ihre Farm gebracht, gezwungen, ihre eigenen Gräber auszuheben, und anschließend von der Bürgerwehr exekutiert. Henry Berry Lowry, der zu diesem Zeitpunkt etwa 17 Jahre alt war, hatte sich in der Nähe im Gebüsch versteckt und die Hinrichtung beobachtet. Er schwor, seinen Vater und Bruder zu rächen. Dies führte anstatt zu der von der Bürgerwehr erhofften Beruhigung der Lage zu einer Verschärfung des Konflikts zwischen afroamerikanischen bzw. indianischen Bevölkerungsteilen und den Milizen.

## Die Swamp Bandits

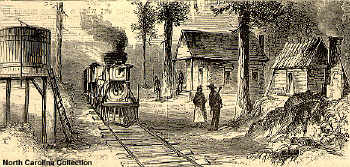
Ein Holzschnitt der Gemeinde Moss Neck. Erschienen am 30. März 1872 in einem Artikel der Harper’s Weekly über die Lowry-Bande

Henry Lowry zog sich nach der Hinrichtung seines Vaters und Bruders in die Sümpfe zwischen Moss Neck und Union in der Nähe von Pembroke zurück. Er versammelte als Anführer eine kleine Gruppe Männer um sich, die später als „Swamp Bandits“ (engl. für „Sumpf-Banditen“) oder „Swamp Outlaws“ (engl. für Gesetzlose aus dem Sumpf) bekannt wurden. Unter diesen Männern waren einige seiner Brüder, Mitglieder seines Familienclans, einige Melungeons und mindestens zwei ehemalige Sklaven.
Lowrys und Strongs
Sein ältester Bruder Stevie war der älteste der Swamp Bandits und galt als der gefährlichste der Beteiligten. Nach Erzählungen hatte er eine provozierende Art und löste seine Probleme mit Gewalt. Er war mutmaßlich an allen Überfällen und Angriffen der Swamp Bandits beteiligt, darunter auch an der Ermordung John Sanders. Wegen seines aufbrausenden Charakters geriet er mit seinem Bruder Henry in Streit. Dieser schoss ihm wegen Insubordination ein Auge aus. Stevie Lowry wurde für die Beteiligung an dem Mord des ehemaligen Sheriffs Reuben King zum Gesetzlosen erklärt, aufgegriffen und wegen Mordes vom Gericht in Whiteville verurteilt. Sein Anwalt legte Berufung vor dem obersten Gerichtshof ein, aber noch ehe sein Fall aufgerufen wurde, brach Stevie Lowry aus dem Gefängnis aus und kehrte in die Sümpfe zurück. Er war zum Zeitpunkt seines gewaltsamen Todes, der den Lowry-Krieg 1874 faktisch beendete, 36 Jahre alt. Der dritte Lowry der Bande war Tom Lowry. Über den nach der Legende ruhigen und besonnenen Bruder Henrys und Stevies ist nur wenig bekannt.
Andrew und Boss Strong werden als zwei Brüder überwiegend weißer Abstammung beschrieben. Gemeinsam mit den Lowry-Brüdern bildeten sie den harten Kern der Swamp Bandits, die sich nach einer großangelegten Verhaftungswelle und der gemeinsamen Inhaftierung in Wilmington zusammenfanden.
Die Melungeons - Dial, Oxendine, Shoemaker, Chavis
Weitere bekannte Mitglieder der Swamp Bandits entstammten der Gruppe der Melungeons. Diese Bevölkerungsgruppe, die auch als „Black Dutch“ (engl. für „Schwarze Holländer“) bezeichnet wird, entspringt weißen, afroamerikanischen und indianischen Ursprüngen im Hochland North Carolinas, die sich isoliert entwickelt haben. Nach Definition offizieller Stellen als „Farbige“ bezeichnet, waren sie, wie die anderen gemischtrassigen Gruppen, von Zwangsarbeit und Diskriminierung bedroht. John Dial, William Chavis, Henderson und Calvin Oxendine sowie Shoemaker John schlossen sich ebenfalls den Swamp Bandits an.
Dial wurde von den anderen Mitgliedern der Bande vor dem Gericht in Whiteville des Eidbruchs bezichtigt, als er George Applewhite des Mordes an Reuben King beschuldigte, während die Bandenmitglieder übereinstimmend aussagten, Dial selbst habe King erschossen. William Chavis, der aus der weitverzweigten Chavis-Familie stammte, verschwand unmittelbar nachdem er zum Gesetzlosen erklärt wurde und flüchtete über die Grenze nach Effingham County in Georgia. Nach einem Überfall auf einen Laden in der Nähe Savannahs überquerte er die Grenze nach South Carolina, dort verliert sich seine Spur. Die Mitgliedschaft der Brüder Oxedine bei den Swamp Bandits gilt als sicher, jedoch ist ihre Rolle und auch ihre Geschichte unklar. Shoemaker John, dessen Name sich von seinem Beruf als Schuhmacher ableitet, war insbesondere für sein Talent als Dieb bekannt. Er steckte hinter der Serie an Überfällen des Jahres 1869 im „Saddle Tree Swamp“ im Nordosten des Countys, im Rahmen derer er Elisabeth Carlyle mit einigen Mitgliedern der Bande ausraubte und anschließend den Gemischtwarenladen Biggs & Hodgins, Billy Purcell und Flora McFarland in Richmond County überfiel. Bevor sie nach Scuffletown zurückkehrten, entwendeten sie noch alle Gewehre aus dem Waffengeschäft William Buchanans. Er wurde für diesen Raubzug verhaftet und zu zehn Jahren Haft verurteilt. Nachdem die überwiegende Mehrzahl der Swamp Bandits die Überfallserie ablehnten und gedroht hatten, ihn zu töten, schien er mit seiner Einlieferung ins Staatsgefängnis nicht unzufrieden zu sein.
Die Weißen - McLaughlin, Gilbert
Die beiden weißen Mitglieder der Swamp Bandits waren Zach T. McLaughlin und Bryan Gilbert. McLaughlin, ein Schotte, wurde für die Zufügung einer tödlichen Wunde für vogelfrei erklärt, für die Verletzung Owen C. Norments wurde er von Henry Lowry mit 50 Dollar bezahlt. Er wurde von Henry Biggs getötet. Bryan Gilbert, ein Weißer, der nicht aus Robeson County stammte, schloss sich ebenfalls den Swamp Bandits an. Bei einem Überfall auf David Townsends Residenz bei Aaron Swamp wurde er von dem Besitzer des Hauses angeschossen und verstarb kurze Zeit später an den Folgen seiner Verletzungen im Lager der Banditen.

## Belegte Überfälle und Ereignisse

### Überfall auf das Lumberton Courthouse
Der erste Überfall Lowrys diente der Beschaffung von Waffen und Munition und fand kurz nach der Hinrichtung Allen und William Lowrys statt. Ziel des Überfalls war das Gerichtsgebäude in Lumberton, in dem die Waffen für die örtliche Milz gelagert wurden. Sie erbeuteten eine ganze Reihe doppelläufiger Hinterlader, die sie für die weiteren Überfälle einsetzten. Nach der Tat verschwanden Lowry und seine Swamp Bandits in den Sümpfen der Umgebung. Diese Guerilla-Taktik, die sie immer wieder einsetzten, schützte sie erfolgreich vor der Gefangennahme durch die Behörden. Im Verlauf des Lowry-Krieges kam es wiederholt zu Zusammenstößen zwischen der konföderierten Bürgerwehr und den Banditen, beispielsweise durchkämmten die Milizen mehrfach die Sümpfe und nahmen Mitglieder der Swamp Bandits bei verschiedenen Überfällen fest. Diese flohen jedoch regelmäßig mit Hilfe der anderen Gesetzlosen aus den Gefängnissen. Henry Berry Lowry wurde selbst mehrmals festgenommen, unter anderem bei seiner Hochzeit mit Rhoda Strong, entkam jedoch wenig später aus dem Hochsicherheitsgefängnis von Wilmington und kehrte zu seiner Frau zurück.

### Diebstähle und Plantagenüberfälle
Um 1865 wurde die Nahrung durch den Zulauf weiterer Gesetzloser knapp, darunter entflohene Sklaven, konföderierte Deserteure und geflohene Unionsgefangene, die in die Sicherheit der Sümpfe flohen. Dies zwang die Banditen dazu, ihre Taktik zu ändern, und sie beschlossen, zukünftig auf Kosten der Reichen zu leben, anstatt Arme auszurauben, und konzentrierten ihre Überfälle auf die Plantagen der Region. In diesen gab es, trotz der Nahrungsknappheit in den letzten Monaten des Sezessionskrieges, noch Vorräte, die von den Banditen sowohl für den Eigenbedarf erbeutet wurden, aber auch an die Armen in Pembroke verteilt wurden. Diese Robin-Hood-ähnlichen Taten brachten Lowry als Anführer der Swamp Bandits nachhaltig die Sympathie der ärmeren Bevölkerung ein und begründeten seinen späteren Ruf als Wohltäter der Bevölkerung. Inwiefern alle zu dieser Zeit verübten Überfälle den Swamp Bandits zuzuordnen sind, ist unklar. In einigen Fällen wurde am selben Abend von mehreren Raubzügen berichtet, die allerdings meilenweit auseinander liegende Plantagen betrafen. Der Historiker Gerald Sider geht deshalb davon aus, dass ein Teil der Überfälle von anderen Räubern durchgeführt wurde und diese Taten erst danach der Bande Lowrys zugeschrieben wurden.
Ein Kennzeichen der Swamp Bandits bei diesen Plantagenüberfällen war die ausgesprochene Höflichkeit, die von den Banditen an den Tag gelegt wurde und die in allen Geschichten der Bande betont wird. In der gesellschaftlichen Tradition der Südstaaten, die großen Wert auf Manieren und Anstand legt, betraten die Räuber die Häuser ihrer Opfer am frühen Abend durch die Vordertür und aßen gemeinsam mit den späteren Opfern zu Abend. Der Legende nach sollen sie auch mit den Plantagenbesitzern musiziert haben. Erst danach wurden diese aufgefordert, ihre Wertsachen freiwillig und ohne Blutvergießen zu übergeben.

### Morde und Racheakte
Lowry und die Swamp Bandits wurden 1869 vom Gouverneur des Staates für gesetzlos erklärt, und es wurden hohe Belohnungen auf ihre Köpfe ausgesetzt. Die Banditen reagierten daraufhin mit Gewalt und Racheakten. In zehn Monaten wurden mindestens zehn Menschen getötet, sowohl Angehörige der Bürgerwehr als auch der Bande. Mord- und Racheopfer der Swamp Bandits waren insbesondere Mitglieder der weißen Oberschicht, die ihre Position benutzten, um den armen und afroamerikanischen Gemeindemitgliedern Scuffletowns zu schaden. Unter den Getöteten waren Owen C. Norment, Murdock und Hugh McLean, John Taylor, Archibald McMillan, Hector McNiell, Alexander Brown, F. M. Wishart, John Sanders, Reuben King und Daniel Baker. Diese Männer waren bis auf zwei Ausnahmen Befürworter der Sklaverei und Gegner der Reconstruction, der Wiedereingliederung der konföderierten Staaten in die Union. Sie stammten aus bedeutenden weißen Familien der Region, beispielsweise war Reuben King der ehemalige „High Sheriff“, ein hoher Posten in der staatlichen Jurisdiktion, und der reichste Mann des Countys. Die Familie McLean stellte mehrere Senatoren und einen Gouverneur, Norment befehligte die Bürgerwehr der Region und von John Taylor wurde angenommen, er sei der Vorsitzende des örtlichen Ku Klux Klan. Die meisten dieser Männer wurden nach einer eindringlichen Warnung, ihr Verhalten zu ändern, auf offener Straße erschossen.

### Ende der Gewalttaten
Die letzte größere durch die Outlaws begangene Straftat fand am 16. Februar 1872 statt, an dem die Bande den Ort Lumberton überfiel. Sie brachen die Safes des örtlichen Gemischtwarenhändlers und des Sheriffbüros auf und entkamen mit rund 28.000 Dollar. Zu diesem Zeitpunkt war das auf Henry Berry Lowry ausgesetzte Kopfgeld bereits auf 12.000 Dollar erhöht worden, ohne dass bei den Behörden ein Hinweis zum Verbleib der Banditen eingegangen war. Der Journalist George Alfred Townsend  bezeichnete die Banditen in seinem 1872 erschienenen Bericht „The Swamp Outlaws“ als moderne Rob Roys und Robin Hoods, eine Einschätzung, die von der Bevölkerung des Settlements geteilt wurde. Dies erklärt, wieso die Lowry-Bande, trotz der sehr hohen Belohnung, nie von den Menschen der Region verraten wurde. Drei Tage später verschwand Henry Berry Lowry spurlos, und die gewalttätigen Auseinandersetzungen kamen mit dem Tod Stevie Lowrys im Jahre 1874 zu einem Ende.

## Wahrnehmung und Legendenbildung

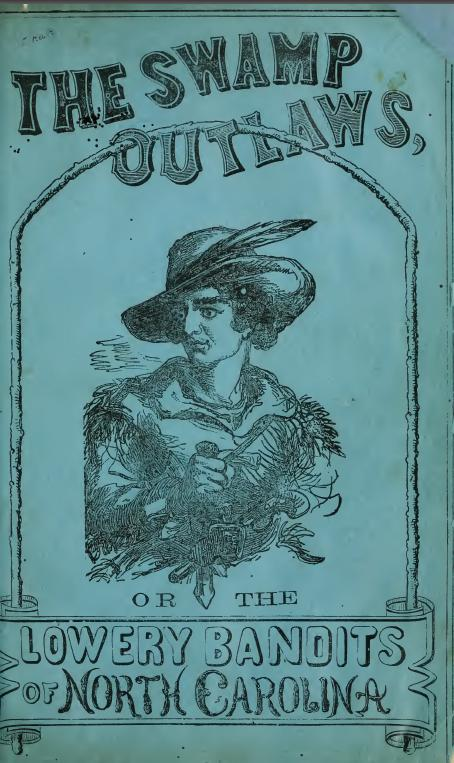
Illustration aus dem Buch von George Alfred Townsend: The Swamp Outlaws, or The Lowery Bandits of North Carolina Robert M. DeWitt, New York, 1872

Gegen Ende des Lowry-Krieges begann eine Debatte innerhalb der weißen Bevölkerung, die sich mit den weißen Vorstellungen von Rasse und den Unterschieden zwischen ihnen beschäftigte. Die weißen Bevölkerungsanteile suchten vor allem nach einer Antwort auf die Frage, wie es zu den Ereignissen hatte kommen können. Im Laufe der Diskussionen wurden Lowry mehr und mehr beinahe übermenschliche Eigenschaften zugeschrieben, die ihn zu einer Art unverletzlichem Draufgänger stilisierten. Diese Vorstellungen wurden von der indianischen Bevölkerung adaptiert und trugen im Laufe des folgenden Jahrhunderts zur Legendenbildung bei, die seine Person verklärte und die Gewalt und die auch gegen die Zivilbevölkerung gerichteten Überfälle in den Hintergrund drängte. Die Taten und die Personen des Lowry-Krieges wurden zunächst über Zeitungsberichte in der amerikanischen Öffentlichkeit bekannt und widersprüchlich wahrgenommen. Besonders deutlich wird diese zwei Seiten der Wahrnehmung Lowrys und seines Kampfes in den beiden zeitgenössischen Schriften von Mary C. Norment und George Alfred Townsend, deren Darstellungen des Lowry-Krieges sich grundlegend unterscheiden. Norment schreibt die negative kriminelle Energie insbesondere der Rasse Lowrys zu. Sie nahm zunächst, an er sei Afroamerikaner, entdeckte jedoch später seine indianischen Wurzeln. Dieser nach ihrer Ansicht wilden und unkontrollierbaren Natur seiner Herkunft schrieb sie seine Aggressivität, seine Gewaltbereitschaft und sein Geschick sich den Behörden zu entziehen zu. Townsend hingegen erzählt in Berichtsform eine klassische Räuberpistole, in denen ein wüster Haufen Banditen sich als Männer mit Herz und sozialem Engagement erweisen.
Nach Henry Berry Lowrys mysteriösem Verschwinden nahm seine Geschichte mehr und mehr mythische Ausmaße an. Zu seinem Verbleib gibt es mehrere Erzählungen, die von den Lumbee in Robeson County durch mündliche Überlieferungen bewahrt und teilweise erst Ende des 20. Jahrhunderts aufgezeichnet wurden. Verschiedenen Erklärungen reichen von einer plausiblen Auslegung bis hin zu märchenhaften Verklärungen. Eine bekannte Sammlung dieser Geschichten wurde von dem Historiker Adolph L. Dial in den Jahren zwischen 1969 und 1971 auf Tonband aufgezeichnet und werden als die „Adolph L. Dial Tapes“ bezeichnet. Die dort geschilderten Theorien gehen davon aus, dass Lowry sich entweder versehentlich selbst tötete, in einer großen Kiste außer Landes geschmuggelt wurde oder aber bei einem geheimen Feuergefecht als Aufrechtstehender starb. Weitere Geschichten schildern eine vorgetäuschte Flucht oder seine Abreise nach Südamerika oder in den Nordwesten, in dem er den Aufstand der Modoc gegen die Vereinigten Staaten von 1872 bis 1873 angeführt haben soll. Eine weit verbreitete Meinung zu seinem Verschwinden geht davon aus, dass er die Region nie wirklich verlassen hat. Sein Großneffe behauptete 1937 Henry Berry Lowry sei noch am Leben.

## Bedeutung Lowrys und der Swamp Bandits
Für die Bevölkerung North Carolinas sind und waren Lowry und die Swamp Bandits kontrovers diskutierte Persönlichkeiten. Ihre Unterstützer halten sie für Helden, ihre Kritiker betrachten sie als gewöhnliche Kriminelle. Im Lauf des vergangenen Jahrhunderts hat sich die Bewertung der Ereignisse hin zu einer unkritischen Annahme der positiven Betrachtung Lowrys und der Swamp Bandits verschoben, während sich die Kritik an deren Vorgehensweise abschwächte. Die überwiegende Mehrheit derer, die Lowry und die Swamp Bandits in der heutigen Zeit positiv betrachten, stammt meist aus ärmeren Bevölkerungsschichten aus den ländlichen Regionen des Staates. Insbesondere für die Lumbee und die Melungeons haben die Ereignisse des Lowry-Krieges eine zentrale Bedeutung für das sich im 19. und 20. Jahrhundert entwickelnde Selbstverständnis der Stämme. Lowry wird als Quelle des erstarkenden Selbstbewusstseins und der Forderung der Lumbee nach Anerkennung betrachtet, während die an den Swamp Bandits beteiligten Angehörigen der Melungeon eine ähnliche Funktion für ihre Gesellschaft hatten. Die nachhaltige Verehrung, die den Outlaws entgegengebracht wird, entspringt im Wesentlichen dieser Rolle als Symbolfiguren in der Auflehnung der gemischtrassigen Bevölkerungsgruppen gegen das im Süden existierende System der weißen Vorherrschaft.

## Erinnerung und Rezeption
Paul Green, ein Autor der sich mit Themen aus dem Südstaaten beschäftigte, schuf 1920 das Theaterstück „The Last of the Lowries“, das sich mit den Geschehnissen des Lowry-Kriegs befasst. Seit 1976 wird der Legende Lowrys jeden Sommer auf der Freilichtbühne in Pembroke mit dem von Randolph Umberger verfassten Theaterstück „Strike at the Wind“ erinnert. Im Umfeld des kritisch betrachteten Sezessionskrieges und der nachfolgenden Phase der Reconstruction wird Lowry als gesetzloser Held dargestellt, der das im Süden herrschende rassistische System durch seinen Kampf für die Selbstbestimmung seines Volkes und die Verbrüderung mit der heruntergekommenen Bevölkerung des Staates, den armen Schwarzen und Weißen, verspottete. Auf dem Gelände des Theaters befindet sich auch ein Informationszentrum des „North Carolina Indian Cultural Center“, dort wird ein Museum für indianische Kunst unterhalten und das wiederaufgebaute Haus Henry Berry Lowries ausgestellt. Im Jahr 2000 erschien ein Roman von Josephine Humphreys, der den Lowry-Krieg und die Legende Lowrys aufgreift und aus der Sicht Rhoda Strongs wiedergibt.